# マルダーII
マルダーII （独: Marder II）は、第二次世界大戦期にドイツが開発した対戦車自走砲である。II号戦車がベースとなっており、7.62cmまたは7.5cm対戦車砲を搭載している。マルダーは「テン（貂）」の意味。制式番号 Sd.Kfz.131および132。資料によって表記はマーダーもしくはマルダーとなる。

## 概要
バルバロッサ作戦の初期、ドイツ国防軍はI号対戦車自走砲や牽引砲などではなく、より強力な対戦車兵器の必要性を感じていた。これはソ連がT-34やKV-1などを数多く投入してきた1941年後期には、より緊急のものとなった。
そこで、陳腐化した軽戦車や、鹵獲した戦車・車輌を改造するか、または旧型戦車の生産ラインを対戦車自走砲に切り替えるという決定がなされた。こうして開発された一連のマルダーシリーズのうち、マルダーII は II号戦車をベースとしたタイプの通称で、武装と車体、使用シャーシの違いで二種類に大別できる。
最初に開発されたのは、「7.62cm Pak36(r)搭載II号戦車車台」の制式名を持つタイプであった。これは改造自走砲を多く手がけるアルケット社により、II号戦車D/E型やその火焔放射戦車型からの改造、または新造シャーシを使って201輌が生産された。主砲のPak36(r)L/51.5は、大量に捕獲したソ連のF-22野砲を対戦車砲として改造した物である。薬室が改造されより装薬が多いPak40用の長い薬莢を使うことができ、また野砲であるため従来二人で照準操作を行うものを一人操作用に変更し、Pak40の配備に先駆けて新型ソ連戦車に対する有効な対戦車砲となった。戦闘室後部は装甲板のものと、金網張りになっているものとがあった。背の高い自走砲ではあったが、T-34に対抗できる貴重な戦力となった。本車は当初Sd.kfz.131の制式ナンバーが与えられていたが、Sd.kfz.132に変更された。
これに続くのが、II号戦車F型シャーシを使った制式名称「7.5cm PaK40/2搭載II号戦車車台」Sd.kfz.131である。車体はヘンシェル社、戦闘室はアルケット社が開発、ラインメタルの7.5cm PaK40/2対戦車砲と合わせ、最終組み立てはファモ社によって行われた。前作に比べ車高が低いデザインとなり1942年6月に試作車が完成、翌月から量産に入った。本車は新造シャーシを用いて576輌、回収されたII号戦車c、A、B、C、F各型を改造したものが75輌製造された。なお、製造数については531輌説がある。
また写真などで、II号戦車を現地改造して5cm Pak38を搭載したマルダーIIもどきの自走砲の姿が見られる。

## 戦績
マルダーII は搭載火砲の優秀さから十分に連合軍戦車とわたりあえた。
マルダーII の弱点は、生残性（生存性）の低さである。車高の高さもさることながら、天板がなく背後も開放されたオープントップ形式のため乗員の保護が不十分だった。対戦車砲がそうであるように砲爆撃に弱く、歩兵火器によって制圧されかねなかった。
結局のところマルダーシリーズは戦車や突撃砲の類ではなく、機動対戦車砲とでもいうべき性格のものであった。 原則的に受動的な戦闘に用いられ、牽引砲に比べて迅速で柔軟な陣地転換を可能としていた。
有効な対戦車自走砲であったマルダーII だったが、1943年6月から同じII号戦車ベースの自走榴弾砲であるヴェスペの生産が優先され、以後は新規製造の車台ではなく修理のため後送されたII号戦車から改造された後、生産を終了した。戦車猟兵大隊に配備されたマルダーII は、後継のマルダーIIIと共に第一線で終戦まで戦い続けた。

## 写真

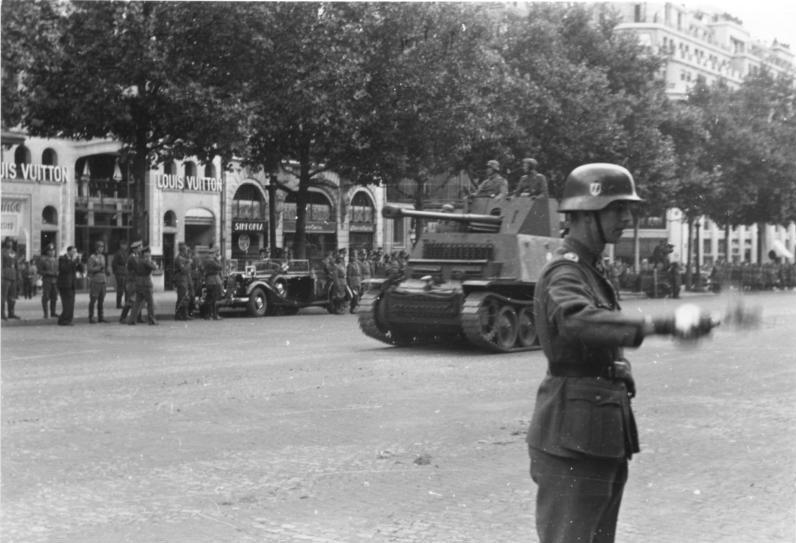
パリ・シャンゼリゼ通りを行くSd.kfz.132
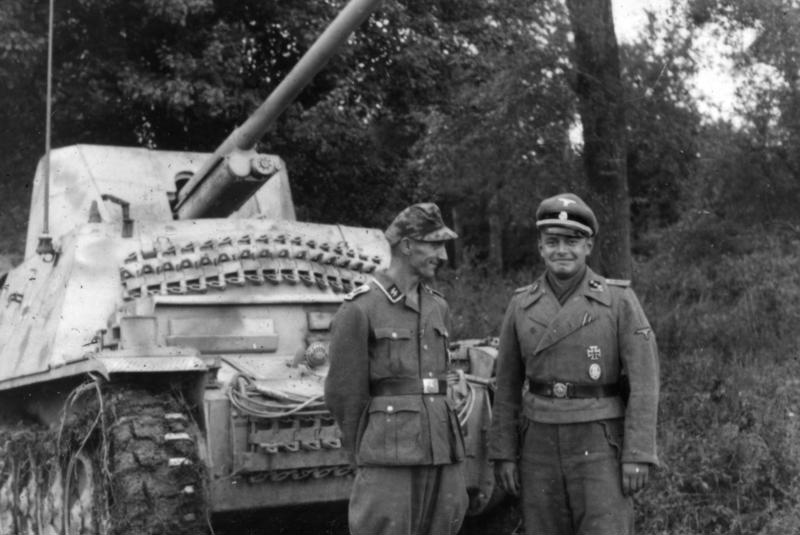
東部戦線における第5SS装甲師団所属のSd.kfz.132
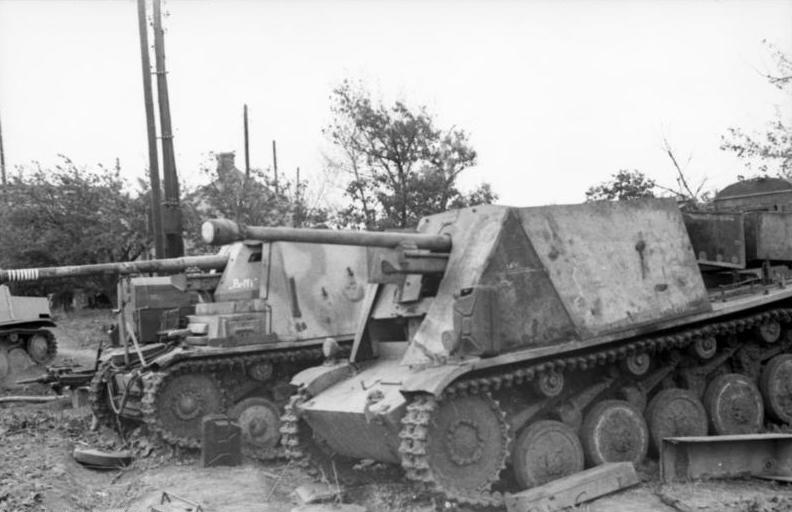
奥は通常のSd.kfz.131だが、手前はII号戦車からの現地改造5cm Pak38搭載型
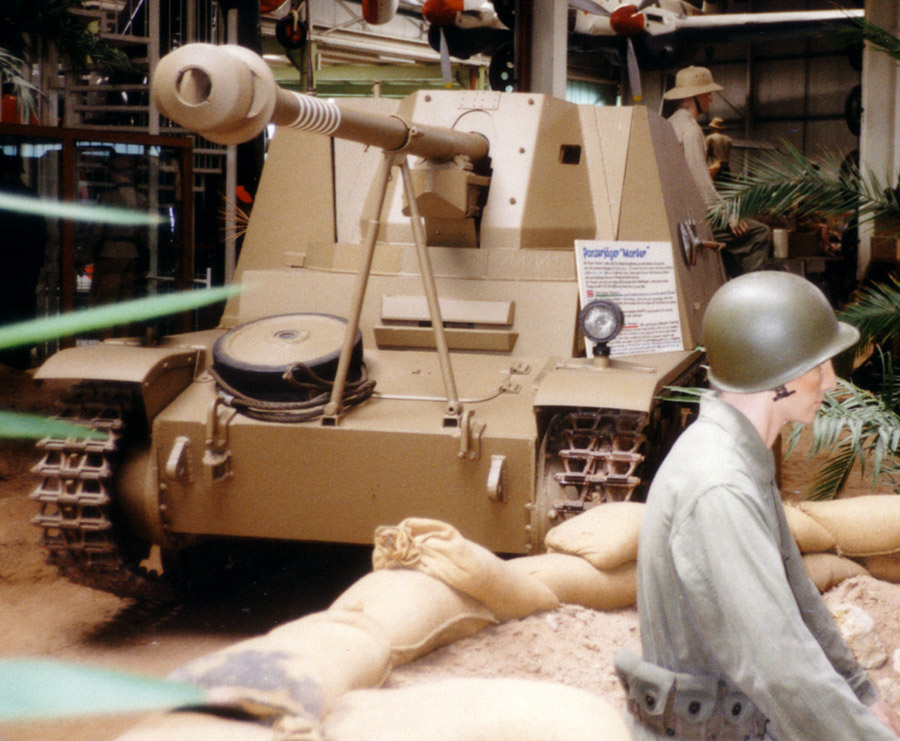
ジンスハイム自動車・技術博物館のSd.kfz.131 マルダーII
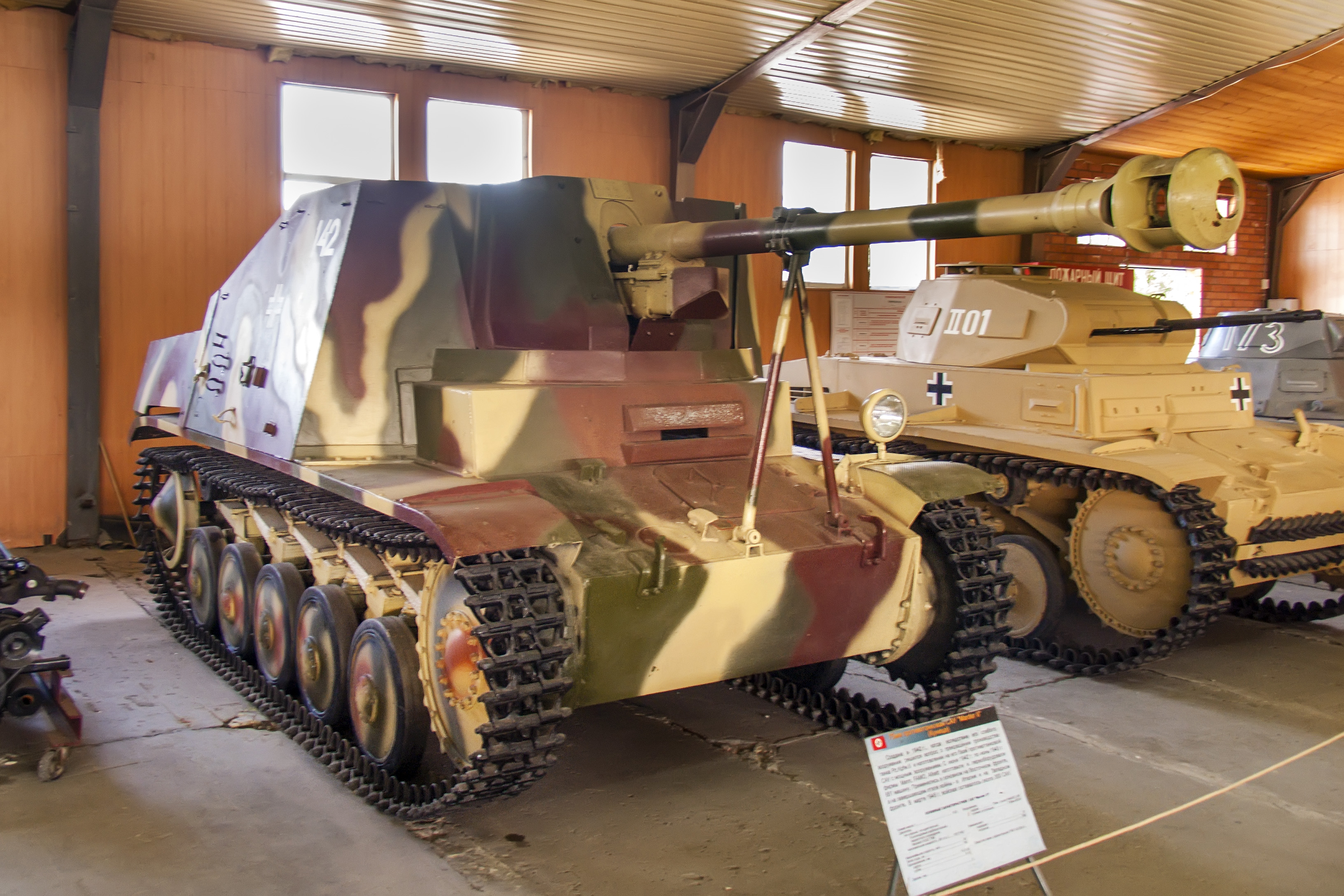
クビンカ戦車博物館のSd.kfz.131 マルダーII